# Dovrat
Dovrat nebo Davrat (hebrejsky דָּבְרַת, anglicky Dovrat, v oficiálním seznamu sídel Daverat) je vesnice typu kibuc v Izraeli, v Severním distriktu, v Oblastní radě Jizre'elské údolí.

## Geografie
Leží v nadmořské výšce 167 metrů v Galileji, na okraji Jizre'elského údolí respektive jeho podčásti nazývané údolí Bik'at Ksulot), nedaleko severního úpatí masivu Giv'at ha-More, v oblasti s intenzivním zemědělstvím.
Vesnice se nachází cca 6 kilometrů severovýchodně od centra města Afula (ale jen 2 kilometry od předměstí Afuly - Afula ha-Ce'jra), cca 83 kilometrů severovýchodně od centra Tel Avivu a cca 38 kilometrů jihovýchodně od centra Haify. Dovrat obývají Židé, přičemž osídlení v tomto regionu je etnicky smíšené. Západním a jižním směrem převažují židovská sídla. Cca 6 kilometrů severním směrem leží aglomerace Nazaretu, kterou obývají převážně izraelští Arabové. Další arabské vesnice se nacházejí na svazích Giv'at ha-More.
Dovrat je na dopravní síť napojen pomocí dálnice číslo 65. Jihovýchodně od vesnice se rozkládá průmyslová zóna Alon Tavor.

## Dějiny
Dovrat byl založen v roce 1946. Jménem navazuje na biblické město Daberat, které zmiňuje Kniha Jozue 21,28 Zakladateli kibucu byli Židé původem z Rakouska a Německa, kteří do tehdejší mandátní Palestiny přišli roku 1938. Následující roky pobývali v jiných obcích a připravovali se na samostatný život. K založení Dovratu došlo 31. října 1946. Osada tehdy sestávala jen z malého areálu okolo opuštěného arabského domu. Chyběl zde zdroj vody. Během války za nezávislost v roce 1948 byly z kibucu evakuovány děti. Mezitím 7. dubna 1948 se osadníci přesunuli do nynější lokality.
Roku 1949 měl Dovrat jen 15 obyvatel a rozlohu katastrálního území 2000 dunamů (2 kilometry čtvereční). V následujících letech prožívala osada ekonomické těžkosti. Využívala ale polohy při frekventované silnici. Kibuc prošel nedávno provatizací, po níž jsou jeho členové odměňováni individuálně, podle odvedené práce.
V obci fungují zařízení předškolní péče o děti. Základní škola je v kibucu Ginegar. Je tu k dispozici plavecký bazén a zubní ordinace. Obec provozuje areál čerpací stanice a dalších služeb pro turisty při hlavní silnici.

## Demografie
Obyvatelstvo kibucu Dovrat je sekulární. Podle údajů z roku 2014 tvořili naprostou většinu obyvatel v Dovrat Židé (včetně statistické kategorie "ostatní", která zahrnuje nearabské obyvatele židovského původu ale bez formální příslušnosti k židovskému náboženství).
Jde o menší sídlo vesnického typu s dlouhodobě stagnující populací. K 31. prosinci 2014 zde žilo 297 lidí. Během roku 2014 populace stoupla o 0,3 %.
| Rok            | 1948 | 1949 | 1961 | 1972 | 1983 | 1995 | 2001 | 2003 | 2004 | 2005 | 2006 | 2007 | 2008 | 2009 | 2010 | 2011 | 2012 | 2013 | 2014 |
| -------------- | ---- | ---- | ---- | ---- | ---- | ---- | ---- | ---- | ---- | ---- | ---- | ---- | ---- | ---- | ---- | ---- | ---- | ---- | ---- |
| Počet obyvatel | 165  | 15   | 334  | 303  | 308  | 309  | 273  | 287  | 278  | 286  | 282  | 276  | 262  | 305  | 315  | 308  | 312  | 296  | 297  |